# 2014 FIFAワールドカップ・ヨーロッパ予選グループG
このページは、2014 FIFAワールドカップ・ヨーロッパ予選のグループGの結果をまとめたものである。このグループは、ギリシャ、スロバキア、ボスニア・ヘルツェゴビナ、リトアニア、ラトビア、リヒテンシュタインの6カ国からなる。
1位通過チームはそのまま2014 FIFAワールドカップ本大会出場が決まる。各グループ2位のチームのうち、成績上位の8チームを2チームずつ4組に分け、ホーム・アンド・アウェー方式で対戦を行う。各勝者が本大会出場権を得る。
なお、グループリーグ各組2位のチームの成績を比較する際、6チームが属するグループのチームについては、チーム数を合わせて比較するため、当該グループの最下位チームとの対戦戦績を除外する。

## 順位表
| チーム                   | 勝点 | 試合 | 勝利 | 引分 | 敗戦 | 得点 | 失点 | 点差 |
| ------------------------ | ---- | ---- | ---- | ---- | ---- | ---- | ---- | ---- |
| ボスニア・ヘルツェゴビナ | 25   | 10   | 8    | 1    | 1    | 30   | 6    | +24  |
| ギリシャ                 | 25   | 10   | 8    | 1    | 1    | 12   | 4    | +8   |
| スロバキア               | 13   | 10   | 3    | 4    | 3    | 11   | 10   | +1   |
| リトアニア               | 11   | 10   | 3    | 2    | 5    | 9    | 11   | -2   |
| ラトビア                 | 8    | 10   | 2    | 2    | 6    | 10   | 20   | -10  |
| リヒテンシュタイン       | 2    | 10   | 0    | 2    | 8    | 4    | 25   | -21  |

| チーム  | チーム                   | AWAY                         | AWAY         | AWAY           | AWAY           | AWAY         | AWAY                   |
| チーム  | チーム                   | ボスニア・ヘルツェゴビナの旗 | ギリシャの旗 | スロバキアの旗 | リトアニアの旗 | ラトビアの旗 | リヒテンシュタインの旗 |
| ------- | ------------------------ | ---------------------------- | ------------ | -------------- | -------------- | ------------ | ---------------------- |
| H O M E | ボスニア・ヘルツェゴビナ | X                            | 3-1          | 0-1            | 3-0            | 4-1          | 4-1                    |
| H O M E | ギリシャ                 | 0-0                          | X            | 1-0            | 2-0            | 1-0          | 2-0                    |
| H O M E | スロバキア               | 1-2                          | 0-1          | X              | 1-1            | 2-1          | 2-0                    |
| H O M E | リトアニア               | 0-1                          | 0-1          | 1-1            | X              | 2-0          | 2-0                    |
| H O M E | ラトビア                 | 0-5                          | 1-2          | 2-2            | 2-1            | X            | 2-0                    |
| H O M E | リヒテンシュタイン       | 1-8                          | 0-1          | 1-1            | 0-2            | 1-1          | X                      |

## 競技日程と結果
競技日程は、2011年11月18日にスロバキア・ブラチスラヴァで行われたミーティングによって決定された。
| 2012年9月7日 19:00 (UTC+2) |

| リヒテンシュタイン          | 1 - 8    | ボスニア・ヘルツェゴビナ                                                                                                  |
| マティアス・クリステン 61分 | レポート | ズヴェズダン・ミシモヴィッチ 26分, 31分 · ヴェダド・イビシェヴィッチ 34分, 40分, 83分 · エディン・ジェコ 46分, 64分, 81分 |

| ラインパーク・シュタディオン（ファドゥーツ） 観客数: 5,900人 主審: マルコ・ボルグ |

| 2012年9月7日 21:15 (UTC+3) |

| リトアニア                  | 1 - 1    | スロバキア          |
| マリウス・ジャリウカス 18分 | レポート | マレク・サパラ 41分 |

| LFFスタディオナス（ヴィリニュス） 観客数: 4,000人 主審: カルロス・クロス・ゴメス |

| 2012年9月7日 21:30 (UTC+3) |

| ラトビア                             | 1 - 2    | ギリシャ                                                |
| アレクサンドルス・カウナ 42分 (pen.) | レポート | ニコス・スピロプーロス 57分 · テオファニス・ゲカス 69分 |

| スコント・スタディオン（リガ） 観客数: 7,956人 主審: イヴァン・ベベク |

| 2012年9月11日 20:00 (UTC+2) |

| ボスニア・ヘルツェゴビナ                                                                             | 4 - 1    | ラトビア                     |
| ズヴェズダン・ミシモヴィッチ 12分 (pen.), 54分 · ミラレム・ピャニッチ 44分 · エディン・ジェコ 90+2分 | レポート | カスパルス・ゴルクシュス 5分 |

| ビリノ・ポリェ（ゼニツァ） 観客数: 11,900人 主審: デニス・アイテキン |

| 2012年9月11日 20:15 (UTC+2) |

| スロバキア                                      | 2 - 0    | リヒテンシュタイン |
| マレク・サパラ 36分 · マルティン・ヤクブコ 78分 | レポート |                    |

| シュタディオン・パシエンスキー（ブラチスラヴァ） 観客数: 4,326人 主審: サイモン・エヴァンス |

| 2012年9月11日 21:45 (UTC+3) |

| ギリシャ                                                      | 2 - 0    | リトアニア |
| ソティリス・ニニス 55分 · コンスタンティノス・ミトログル 72分 | レポート |            |

| スタディオ・ヨルギオス・カライスカキス（ピレウス） 観客数: 21,466人 主審: マーク・コートニー |

| 2012年10月12日 19:30 (UTC+2) |

| リヒテンシュタイン | 0 - 2    | リトアニア                              |
|                    | レポート | エドガラス・チェスナウスキス 51分, 75分 |

| ラインパーク・シュタディオン（ファドゥーツ） 観客数: 1,112人 主審: スラヴコ・ヴィンツィッチ |

| 2012年10月12日 20:15 (UTC+2) |

| スロバキア                                         | 2 - 1    | ラトビア                                 |
| マレク・ハムシーク 5分 (pen.) · マレク・サパラ 9分 | レポート | マーリス・ヴェルパコフスキス 84分 (pen.) |

| シュタディオン・パシエンスキー（ブラチスラヴァ） 観客数: 4,012人 主審: ダニー・マッケリ |

| 2012年10月12日 21:45 (UTC+3) |

| ギリシャ | 0 - 0    | ボスニア・ヘルツェゴビナ |
|          | レポート |                          |

| スタディオ・ヨルギオス・カライスカキス（ピレウス） 観客数: 26,211人 主審: アントニオ・ダマート |

| 2012年10月16日 20:00 (UTC+3) |

| ラトビア                                                      | 2 - 0    | リヒテンシュタイン |
| ヴラディミルス・カメシュス 29分 · エドガルス・ガウラチス 77分 | レポート |                    |

| スコント・スタディオン（リガ） 観客数: 3,500人 主審: コヴァチ・イシュトヴァーン |

| 2012年10月16日 20:00 (UTC+2) |

| ボスニア・ヘルツェゴビナ                                                            | 3 - 0    | リトアニア |
| ヴェダド・イビシェヴィッチ 28分 · エディン・ジェコ 35分 · ミラレム・ピャニッチ 41分 | レポート |            |

| ビリノ・ポリェ（ゼニツァ） 観客数: 11,920人 主審: ミロスラフ・ゼリンカ |

| 2012年10月16日 20:30 (UTC+2) |

| スロバキア | 0 - 1    | ギリシャ                              |
|            | レポート | ディミトリオス・サルピンギディス 63分 |

| シュタディオン・パシエンスキー（ブラチスラヴァ） 観客数: 7,494人 主審: ウィリアム・コラム |

| 2013年3月22日 19:30 (UTC+1) |

| リヒテンシュタイン            | 1 - 1    | ラトビア                      |
| ミケーレ・ポルヴェリーノ 20分 | レポート | アレクサンドルス・カウナ 30分 |

| ラインパーク・シュタディオン（ファドゥーツ） 観客数: 1,150人 主審: ケヴィン・クランシー |

| 2013年3月22日 20:10 (UTC+1) |

| スロバキア                | 1 - 1    | リトアニア                    |
| マルティン・ヤクブコ 40分 | レポート | ダルヴィダス・シェルナス 19分 |

| シュタディオーン・ポド・ドゥベニョム（ジリナ） 観客数: 4,560人 主審: マイケル・オリヴァー |

| 2013年3月22日 20:45 (UTC+1) |

| ボスニア・ヘルツェゴビナ                                      | 3 - 1    | ギリシャ                    |
| エディン・ジェコ 30分, 54分 · ヴェダド・イビシェヴィッチ 36分 | レポート | テオファニス・ゲカス 90+3分 |

| ビリノ・ポリェ（ゼニツァ） 観客数: 11,000人 主審: ビョルン・カイペルス |

| 2013年6月7日 19:30 (UTC+3) |

| ラトビア | 0 - 5    | ボスニア・ヘルツェゴビナ |
|          | レポート | セナド・ルリッチ 48分 · ヴェダド・イビシェヴィッチ 53分 · ハリス・メジュニャニン 63分 · ミラレム・ピャニッチ 79分 · エディン・ジェコ 82分 |

| スコント・スタディオン（リガ） 観客数: 7,700人 主審: マイク・ディーン |

| 2013年6月7日 20:00 (UTC+2) |

| リヒテンシュタイン        | 1 - 1    | スロバキア              |
| マルティン・ビュヘル 13分 | レポート | ヤーン・ジュリツァ 73分 |

| ラインパーク・シュタディオン（ファドゥーツ） 観客数: 1,623人 主審: マルティン・ストレンベリッソン |

| 2013年6月7日 21:45 (UTC+3) |

| リトアニア | 0 - 1    | ギリシャ                              |
|            | レポート | ラザロス・フリストドゥロプーロス 20分 |

| LFFスタディオナス（ヴィリニュス） 観客数: 4,500人 主審: オレガリオ・ベンケレンサ |

| 2013年9月6日 21:10 (UTC+3) |

| ラトビア                                                      | 2 - 1    | リトアニア                            |
| ナウリス・ブルヴィティス 20分 · アルトゥルス・ジュジンス 42分 | レポート | デイヴィダス・マトゥレヴィチウス 44分 |

| スコント・スタディオン（リガ） 観客数: 7,306人 主審: セバスティアン・デルフェリエール |

| 2013年9月6日 20:15 (UTC+2) |

| ボスニア・ヘルツェゴビナ | 0 - 1    | スロバキア                      |
|                          | レポート | ヴィクトル・ペチョフスキー 77分 |

| ビリノ・ポリェ（ゼニツァ） 観客数: 11,620人 主審: ニコラ・リッツォーリ |

| 2013年9月6日 20:45 (UTC+2) |

| リヒテンシュタイン | 0 - 1    | ギリシャ                            |
|                    | レポート | コンスタンティノス・ミトログル 72分 |

| ラインパーク・シュタディオン（ファドゥーツ） 観客数: 2,680人 主審: スタニスラフ・トドロフ |

| 2013年9月10日 18:30 (UTC+3) |

| リトアニア                                                        | 2 - 0    | リヒテンシュタイン |
| デイヴィダス・マトゥレヴィチウス 18分 · タダス・キヤンスカス 40分 | レポート |                    |

| ARVIフットボロ・アレナ（マリヤンポレ） 観客数: 1,955人 主審: ラシャ・シラガヴァ |

| 2013年9月10日 20:15 (UTC+2) |

| スロバキア              | 1 - 2    | ボスニア・ヘルツェゴビナ                                    |
| マレク・ハムシーク 42分 | レポート | エルミン・ビチャクチッチ 70分 · イゼト・ハイロヴィッチ 78分 |

| シュタディオーン・ポド・ドゥベニョム（ジリナ） 観客数: 9,438人 主審: ダビド・フェルナンデス・ボルバラン |

| 2013年9月10日 20:15 (UTC+2) |

| ギリシャ                              | 1 - 0    | ラトビア |
| ディミトリオス・サルピンギディス 58分 | レポート |          |

| スタディオ・ヨルギオス・カライスカキス（ピレウス） 観客数: 18,983人 主審: クリスティン・ヤコブソン |

| 2013年10月11日 18:30 (UTC+3) |

| リトアニア                                                   | 2 - 0    | ラトビア |
| フョードル・チェルヌィフ 7分 · サウリウス・ミコリウナス 68分 | レポート |          |

| LFFスタディオナス（ヴィリニュス） 観客数: 2,900人 主審: ペトゥル・レイネルト |

| 2013年10月11日 20:00 (UTC+2) |

| ボスニア・ヘルツェゴビナ                                                                          | 4 - 1    | リヒテンシュタイン      |
| エディン・ジェコ 27分, 39分 · ズヴェズダン・ミシモヴィッチ 34分 · ヴェダド・イビシェヴィッチ 38分 | レポート | ニコラス・ハスラー 61分 |

| ビリノ・ポリェ（ゼニツァ） 観客数: 11,200人 主審: リハルト・リースフェルト |

| 2013年10月11日 21:45 (UTC+3) |

| ギリシャ                             | 1 - 0    | スロバキア |
| マルティン・シュクルテル 44分 (o.g.) | レポート |            |

| スタディオ・ヨルギオス・カライスカキス（ピレウス） 観客数: 21,067人 主審: デニス・アイテキン |

| 2013年10月15日 20:00 (UTC+3) |

| ギリシャ                                                           | 2 - 0    | リヒテンシュタイン |
| ディミトリス・サルピンギディス 7分 · ギオルゴス・カラグーニス 81分 | レポート |                    |

| スタディオ・ヨルギオス・カライスカキス（ピレウス） 観客数: 18,676人 主審: リボル・コヴァジーク |

| 2013年10月15日 20:00 (UTC+3) |

| リトアニア | 0 - 1    | ボスニア・ヘルツェゴビナ        |
|            | レポート | ヴェダド・イビシェヴィッチ 68分 |

| S.ダリアウス・イル・S.ギレーノ・スタディオナス（カウナス） 観客数: 6,239人 主審: フェリックス・ツヴァイヤー |

| 2013年10月15日 21:10 (UTC+3) |

| ラトビア                                                | 2 - 2    | スロバキア                                         |
| ヴァレーリイス・シャバラ 47分 · レナールス・ロデ 90+2分 | レポート | マルティン・ヤクブコ 9分 · コルネル・サラータ 16分 |

| スコント・スタディオン（リガ） 観客数: 3,813人 主審: イェフヘン・アラノフスキー |